# Winsor Harmon
Winsor Harmon (Crowley, 22 november 1963) is een Amerikaanse acteur. 
Hij speelde van 1994 tot 1995 Del Henry in de soapserie All My Children, maar hij is het meest bekend voor zijn rol van Thorne Forrester in The Bold and the Beautiful, een rol die hij van Jeff Trachta overnam in 1996. All My Children heeft nog verschillende malen geprobeerd om Harmon terug naar de show te halen, want zijn personage was nogal populair en heeft tot 2005 gewacht om een andere acteur te vragen voor de rol.
Hij is al tweemaal getrouwd en heeft twee kinderen, Jade en Winsor Harmon IV.